# Sucha Koszalińska

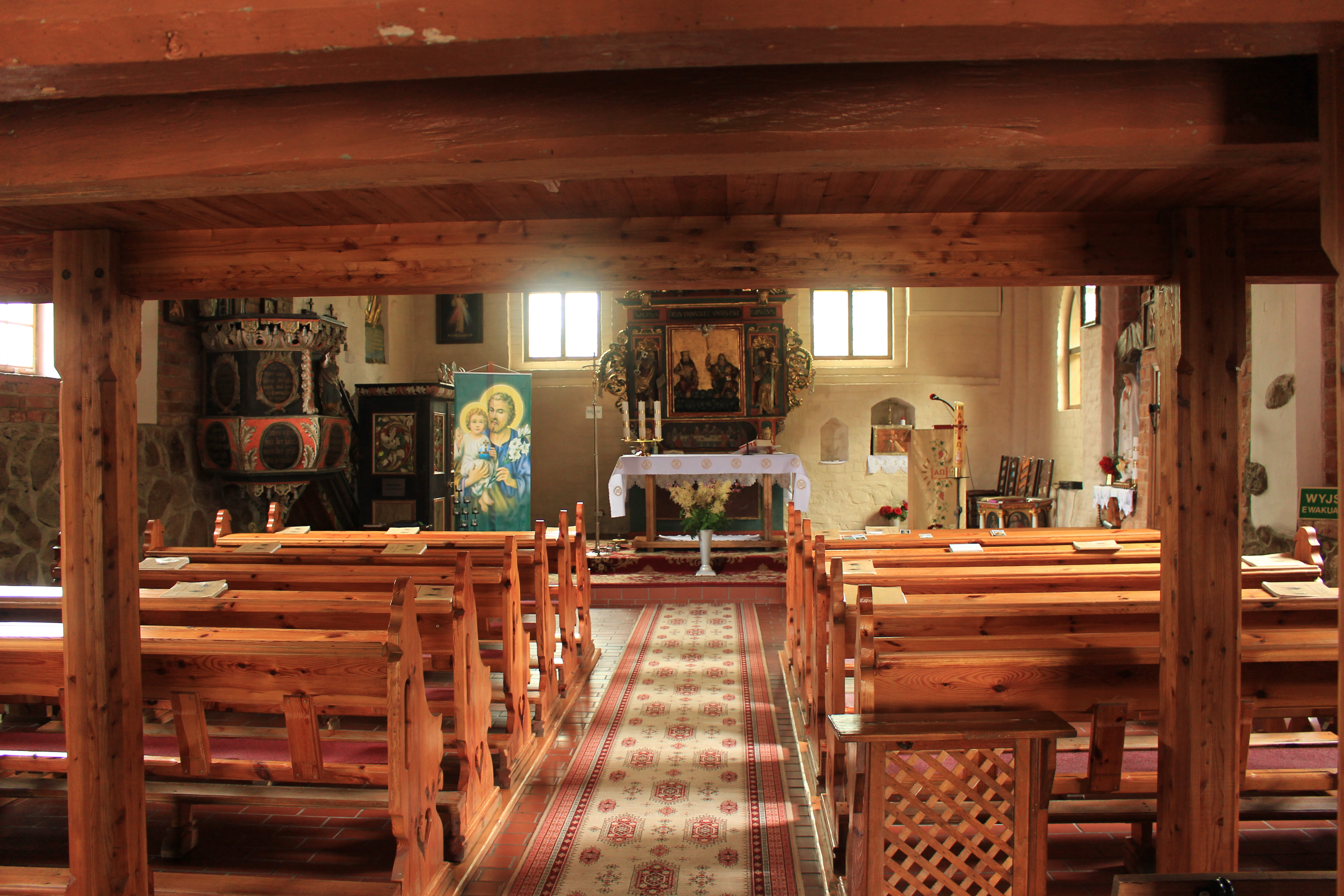
Wnętrze kościoła w Suchej Koszalińskiej

Sucha Koszalińska (do 1945 niem. Zuchen; dawn. Sucha) – wieś sołecka w Polsce położona w województwie zachodniopomorskim, w powiecie koszalińskim, w gminie Sianów.
Według danych z 30 czerwca 2003 r. wieś miała 405 mieszkańców.
W latach 1946–54  siedziba gminy Sucha Koszalińska.
W 1998 r. do Suchej włączono wieś Kiełzno.

## Zabytki
- ruiny murowanego, barokowego pałacu z XVII w., dwukrotnie przebudowywanego, otoczonego fosą;
- kościół z XIV/XV w. przebudowywany, z murowaną nawą i ryglową kruchtą, dobudowany do gotyckiej, kamienno-ceglanej wieży znaczonej blendami, podczas przebudowy nakryto ją hełmem wiciowym[5], wewnątrz renesansowy ołtarz ludowy, barokowa ambona i empora[6].